# Olympic Valley
Squaw Valley eller Olympic Valley är ett kommunfritt samhälle (unincorporated community) i Placer County i delstaten Kalifornien i USA. I trakten finns bland annat vintersportorten Squaw Valley Ski Resort, där olympiska vinterspelen 1960 anordnades.
Posten som skall till Squaw Valley skickas till "Olympic Valley, CA 96146" för att undvika förväxling med platsen med samma namn i Fresno County.

### Fotnoter
1. ↑  ”Contact Squaw Valley”. Squaw Valley Ski Resort. Arkiverad från originalet den 13 juni 2011. https://web.archive.org/web/20110613222208/http://www.squaw.com/contact-squaw-valley-usa. Läst 25 april 2011.